# Наказание Купидона (картина Кауфман)
«Наказание Купидона» (англ. Punishment of Cupid) — картина неоклассической художницы Ангелики Кауфман, написанная во время её пребывания в Великобритании в конце 1770-х годов. Известна также и под другими названиями: «Обезоруживание Купидона» (англ. Disarming of Cupid), «Амур, связанный нимфами» (нем. Amor wird von Nymphen gefesselt), «Амур у позорного столба» (нем. Amor am Pranger), «Амур, привязанный к дереву грациями» (нем. Amor von den Grazien an einen Baum gebunden).

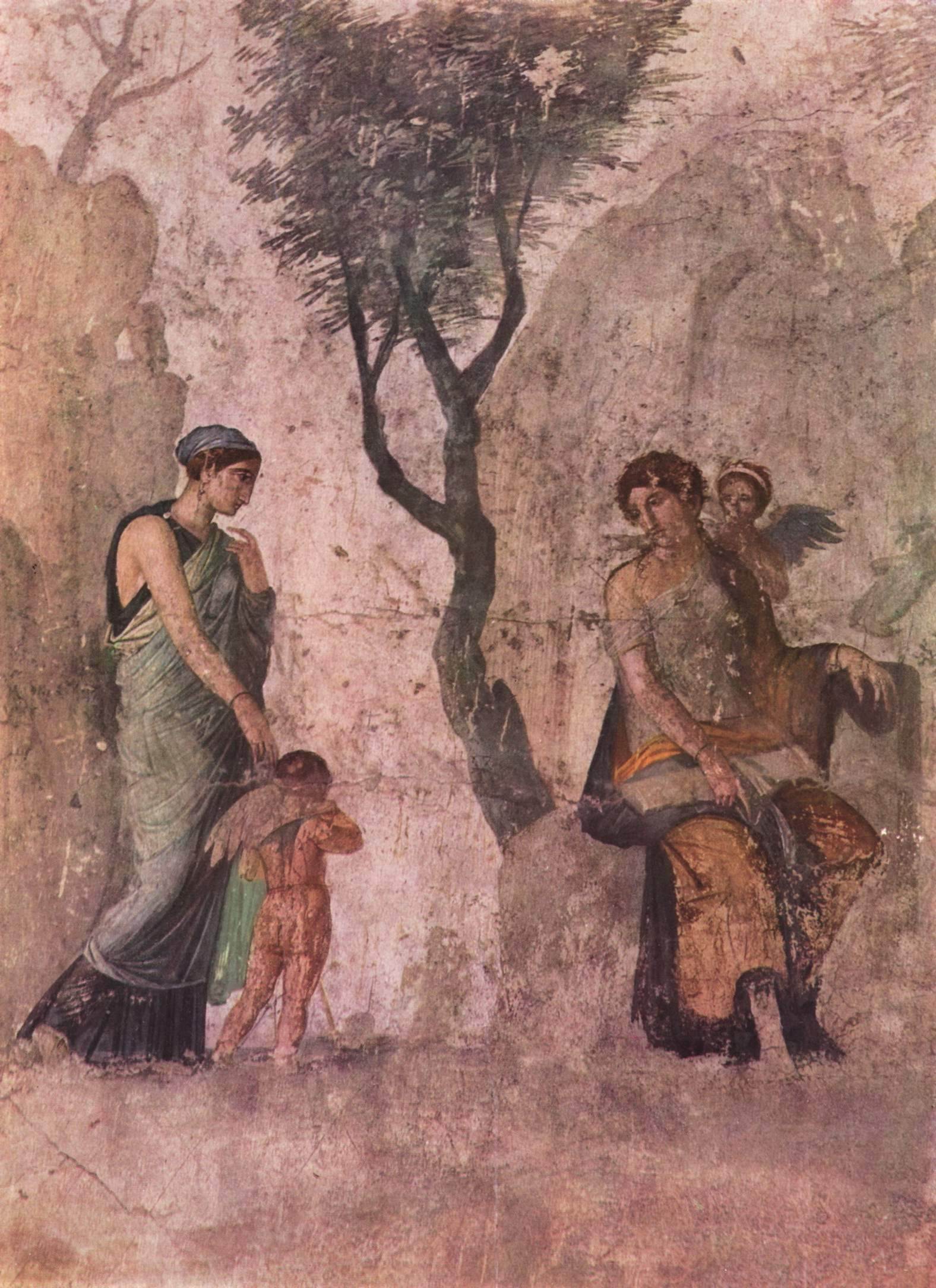
Фреска «Венера наказывает Купидона»

Картина принадлежит серии работ, изображающих противостояние трёх граций и Купидона (Амура). Этот мотив был популярен в европейском искусстве XVIII века. Благодаря выполненной в 1777 году гравюре-копии Уильяма Винна Райланда картина «Наказание Купидона» была широко растиражирована в декоративно-прикладном искусстве, прежде всего фарфоре.

## Источники, содержание и интерпретация

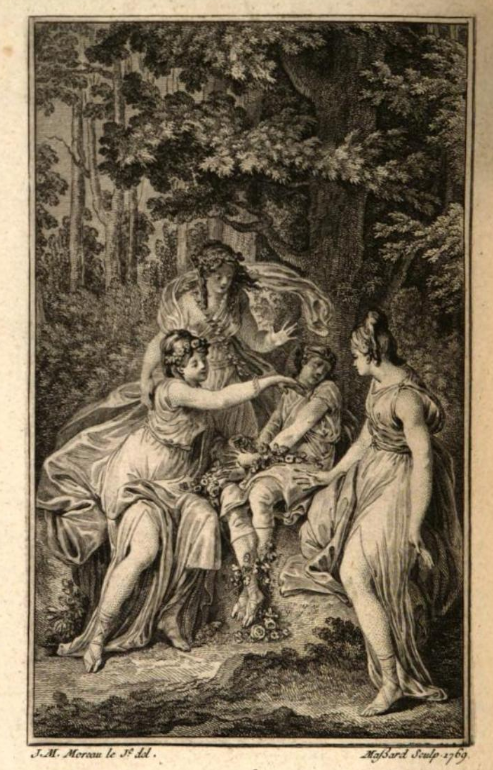
Грации наказывают Купидона
Гравюра Жана-Мишеля Моро

## История владения

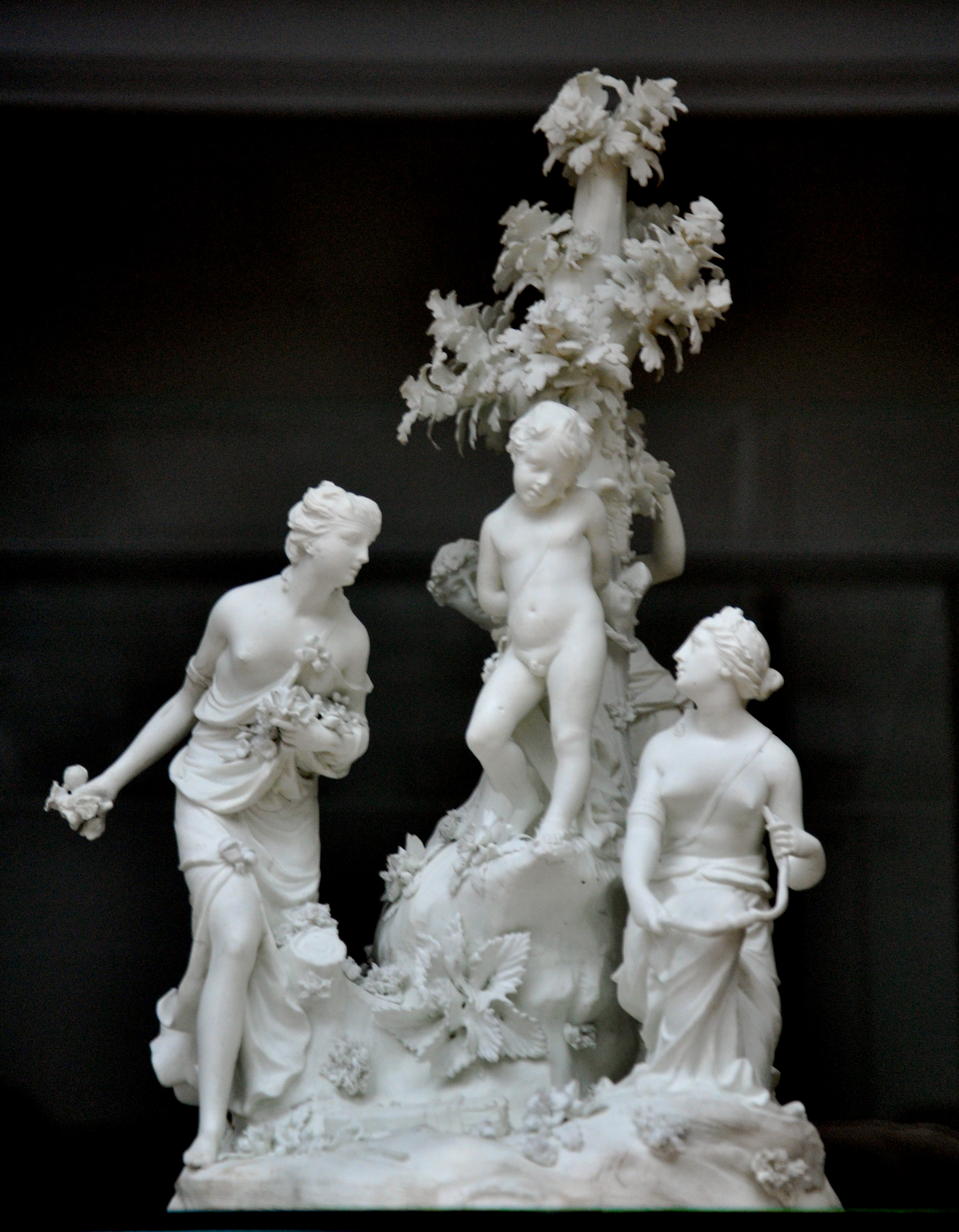
Бисквитная статуэтка. Дерби. Музей Виктории и Альберта

## Версии, повторения и тиражирование

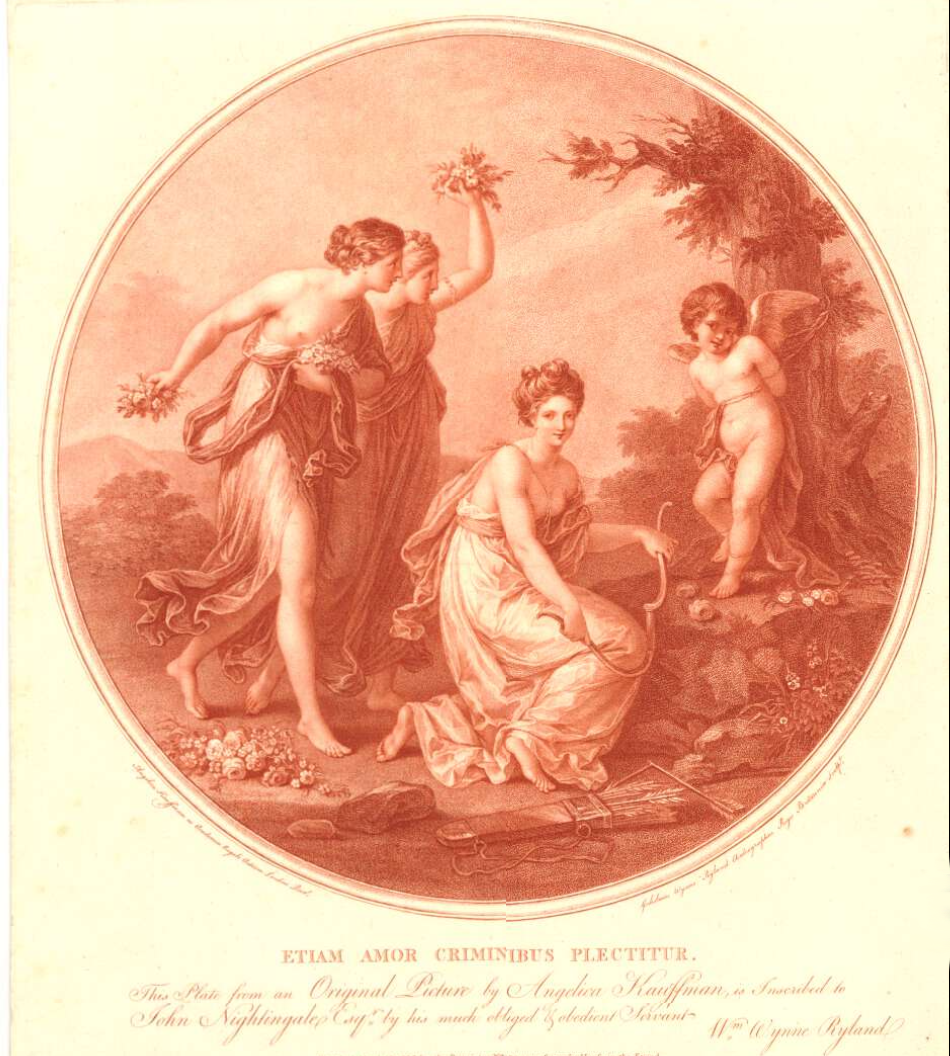
Гравюра Райланда

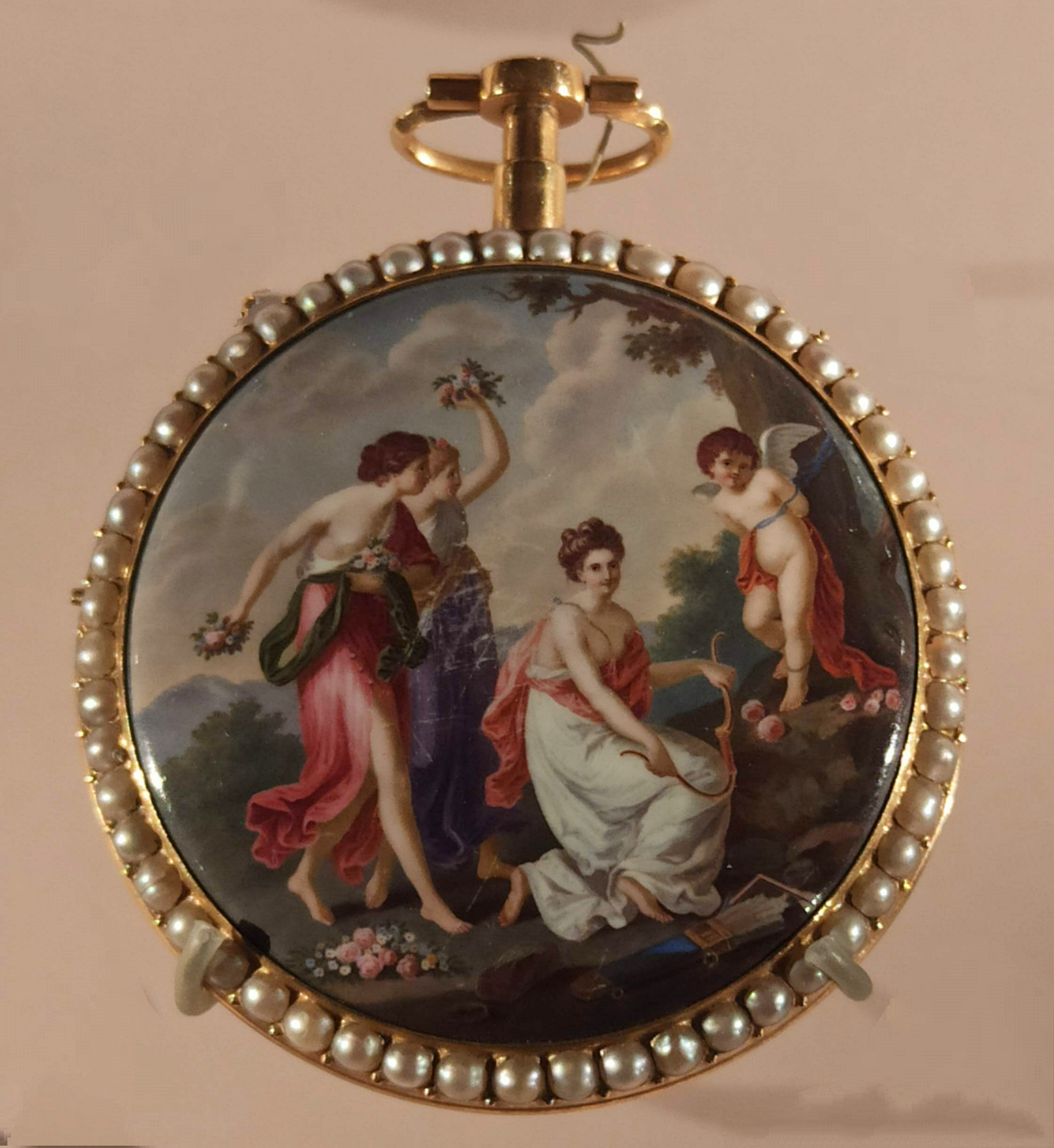
Часы XVIII века. Лувр